# 佐野日本大学中等教育学校
佐野日本大学中等教育学校（さのにほんだいがくちゅうとうきょういくがっこう）は、栃木県佐野市石塚町にある私立中等教育学校。日本大学の準付属校であり、佐野日本大学高等学校とは同一学校法人の経営であるが別個の学校である。栃木県で最初に設置された中等教育学校である。

## 特色
1988年に設立された佐野日本大学中学校が前身。中学校は開校以来、佐野日本大学高等学校と共に併設型中高一貫教育を行ってきたが、一貫教育をより推進するため、2010年3月31日に中学校は廃止され、4月1日に中等教育学校として改組・新たに開校した。
『磨こう心』『輝く知性』『拓こう未来』を教育目標としている。

### 概要
- 理事長
  - 長谷川弘
- 学校長　
  - 舩渡川重幸

### 中高一貫教育
6年間の中高一貫教育を行っている。またその6年間を3期に分けている。
- ファースト・ステージ（1・2年） - 感性を磨く。
- セカンド・ステージ（3・4年） - 知性を習得する。
- ファイナル・ステージ（5・6年） - 自己実現。

### 施設
- 本館
事務施設・大会議室・ホール・放送室・桜萩庵(中等教育学校の礼法学習室として使用される和室)を備える。
- 図書館・特別教室棟
高等学校の特別進学コースが使用する。特進職員室・高等学校図書館がある。図書館・CAI教室・コンピューター室・美術室は、中等教育学校の生徒であっても利用できる。
- 理科研究棟　
天体望遠鏡・理科室・音楽室・被服室・調理室・購買室等を備える。中等教育学校の生徒も利用可能。
- 1号棟
高等学校保健室がある。高等学校保健室は、中等教育学校の生徒であっても利用可能な場合がある。
- 2号棟
中等教育学校のクラスが使用する。過去には中等教育図書室があったが現在は図書室ではなく教室として*:使われている。
- 3号・中等教育学校棟
中等教育学校のクラスが使用する。中等教育学校保健室がある。
- 『プラザ40』
2004年度に創立40年を迎え建設された、屋内温水プール付の講堂兼総合体育館。
- 『スタジアム30』
30周年時に設置された総合グラウンド。

- 他に研修寮がある。また、高等学校の3つの学職員室と特進職員室、2教員室や講師室も敷地内にある。また、テニス場、グラウンド、職員駐車場などがある。

### 部活動・同好会
現在、1 - 6年生が在籍しており、その1 - 6年生により14の部活動・同好会が活動している。
合唱部と管弦楽部が併設の佐野日本大学高等学校と合同で活動しているが、他の部・同好会は原則として中等教育学校単独の活動を行っている。
特色としては、吹奏楽部ではなく管弦楽部をおいているほか、和太鼓や古武術、クリケットなど歴史や伝統を重んずる内容に富んでいる。
また、運動部の中では、水泳部・サッカー部が県大会（中体連）の常連であるほか、2010年度は水泳で全中に出場し第3位に入った生徒もいる。
運動部
- 軟式野球
- サッカー
- ソフトテニス
- バスケットボール
- 水泳
- 剣道

文化部
- 管弦楽
- 合唱
- 和太鼓
- SELC（英語研究部）
- 数学研究同好会
- 茶道同好会
- 華道同好会

### 校歌
作詞：岡野弘彦、作曲：鈴木輝昭